# Іжевський тролейбус
Іжевський тролейбус (рос. Ижевский троллейбус, удм. Ижкар троллейбуслэн) — діюча в столиці Удмуртії місті Іжевську тролейбусна система Росії.
Власником тролейбусної мережі іжевського тролейбуса є місто, оренду системи й забезпечення перевезення пасажирів здійснює — МУП «ІжМіськЕлектроТранс» (вул. Маяковського, 7).

## Історія і перспективи розвитку
Тролейбусний рух в Іжевську було відкрито 6 листопада 1968 року — перший маршрут проходив від центру міста до вулиці Шкільної. 
Першими іжевськими тролейбусами стали ЗіУ-5, пізніше їх замінили ЗіУ-9. 

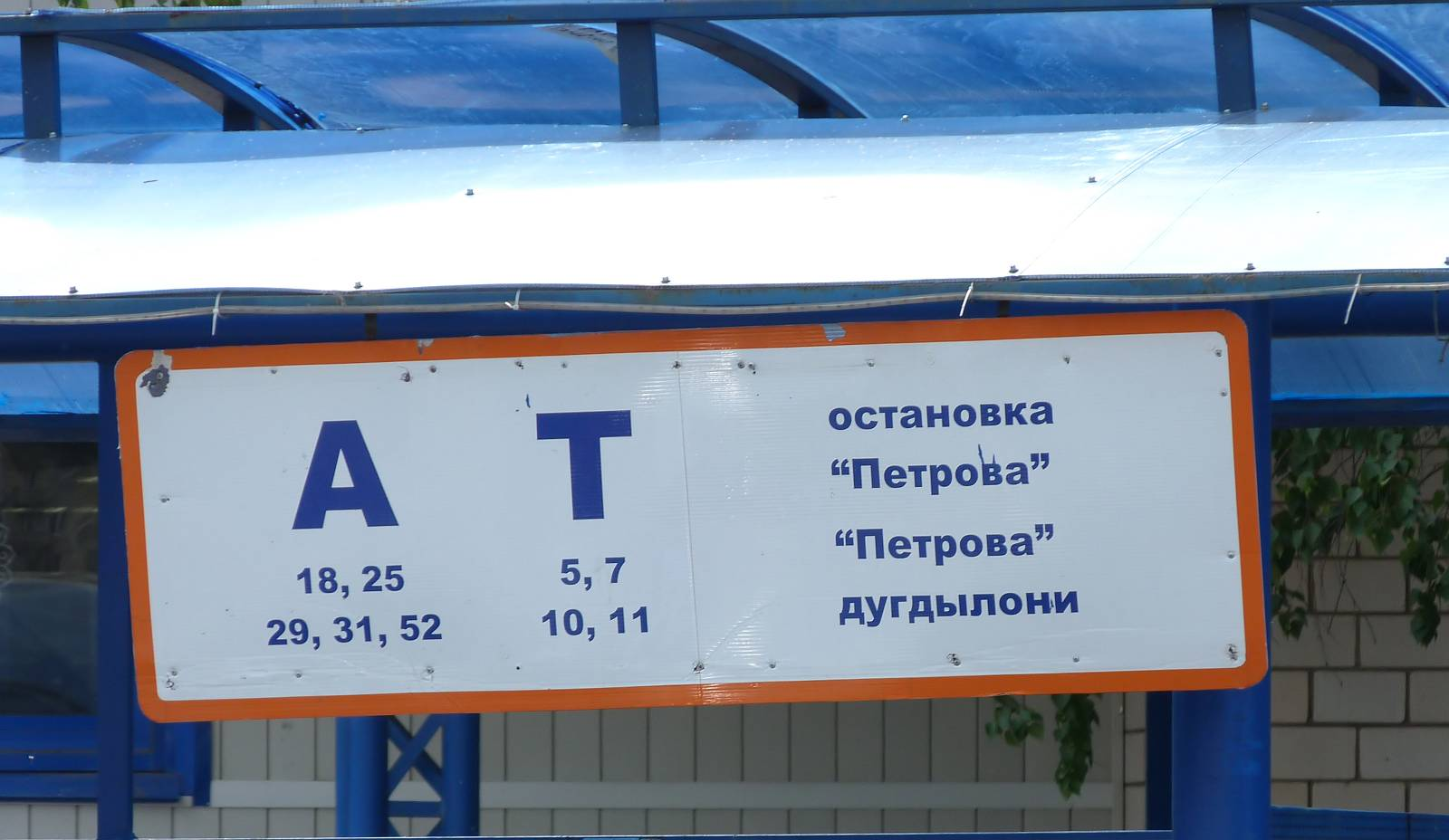
Табличка автобусної та тролейбусної зупинки «Вулиця Петрова» російською та удмуртською мовами в Іжевську

10 квітня 1986 року в місті був відкритий тролейбусний парк № 2, відтак з'явились нові маршрути, які прямували у зарічні райони — № 9 і 10. 
У 1993 році в Іжевську почали курсувати тролейбуси-«гармошки», в тому ж році відкрито маршрут № 11, що діє лише вихідними. 
У листопаді 2008 року урочисто відзначалось 40-річчя відкриття тролейбусного руху в столиці Удмуртії.
Восени 2009 року почалося будівництво нової лінії по вулиці 10-річчя Жовтня та вулиці 9 Січня. 
З 25 серпня 2010 року тролейбусний маршрут № 5 перенаправлений на нову лінію. Також у перспективі є будівництво 3 нових тролейбусних ліній: один з маршрутів пройде по вулиці Холмогорова і з'єднає район «Містечко Металургів» з районом «Північ», інші 2 маршрути допоки не називаються.

## Галерея

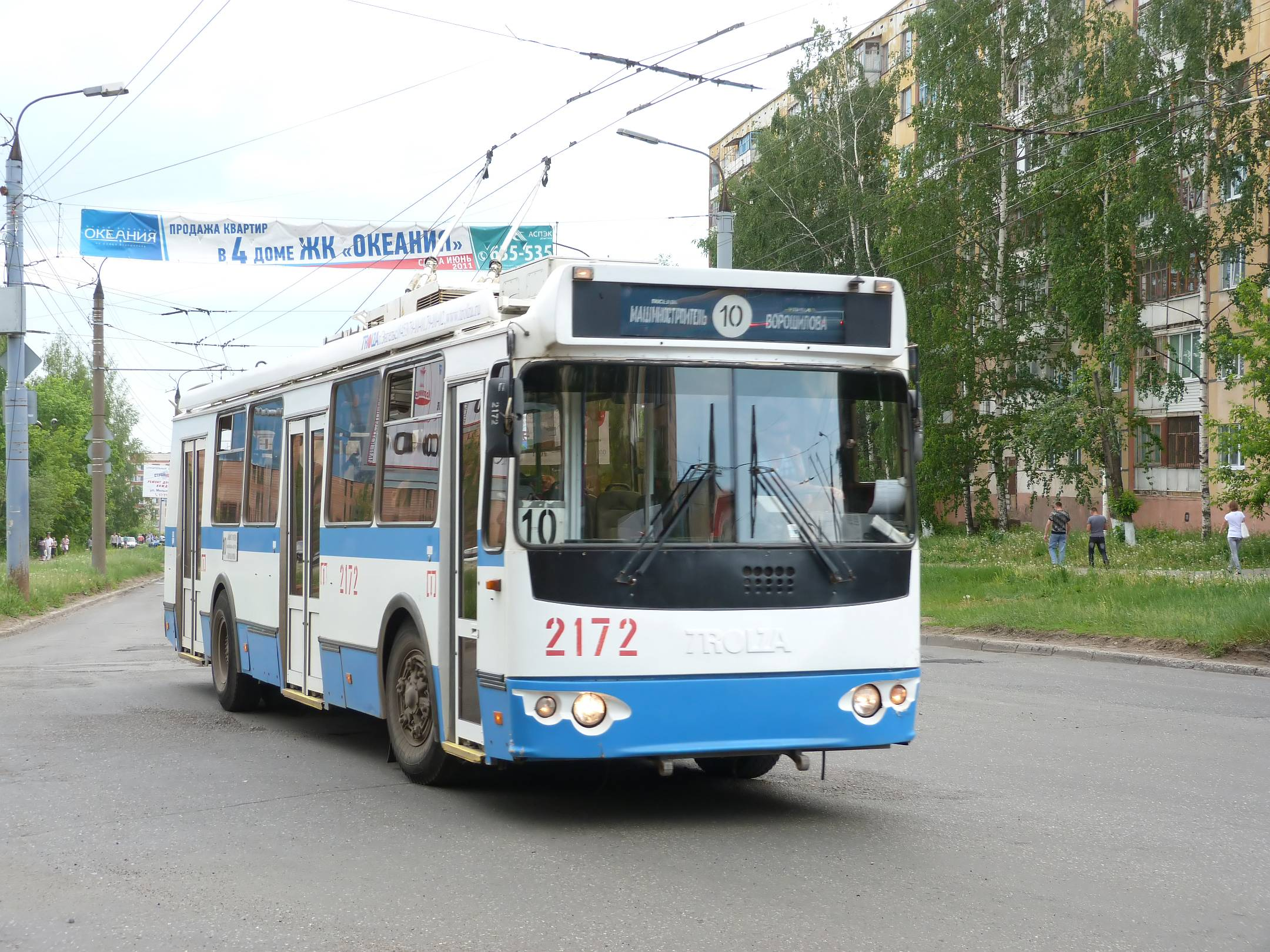
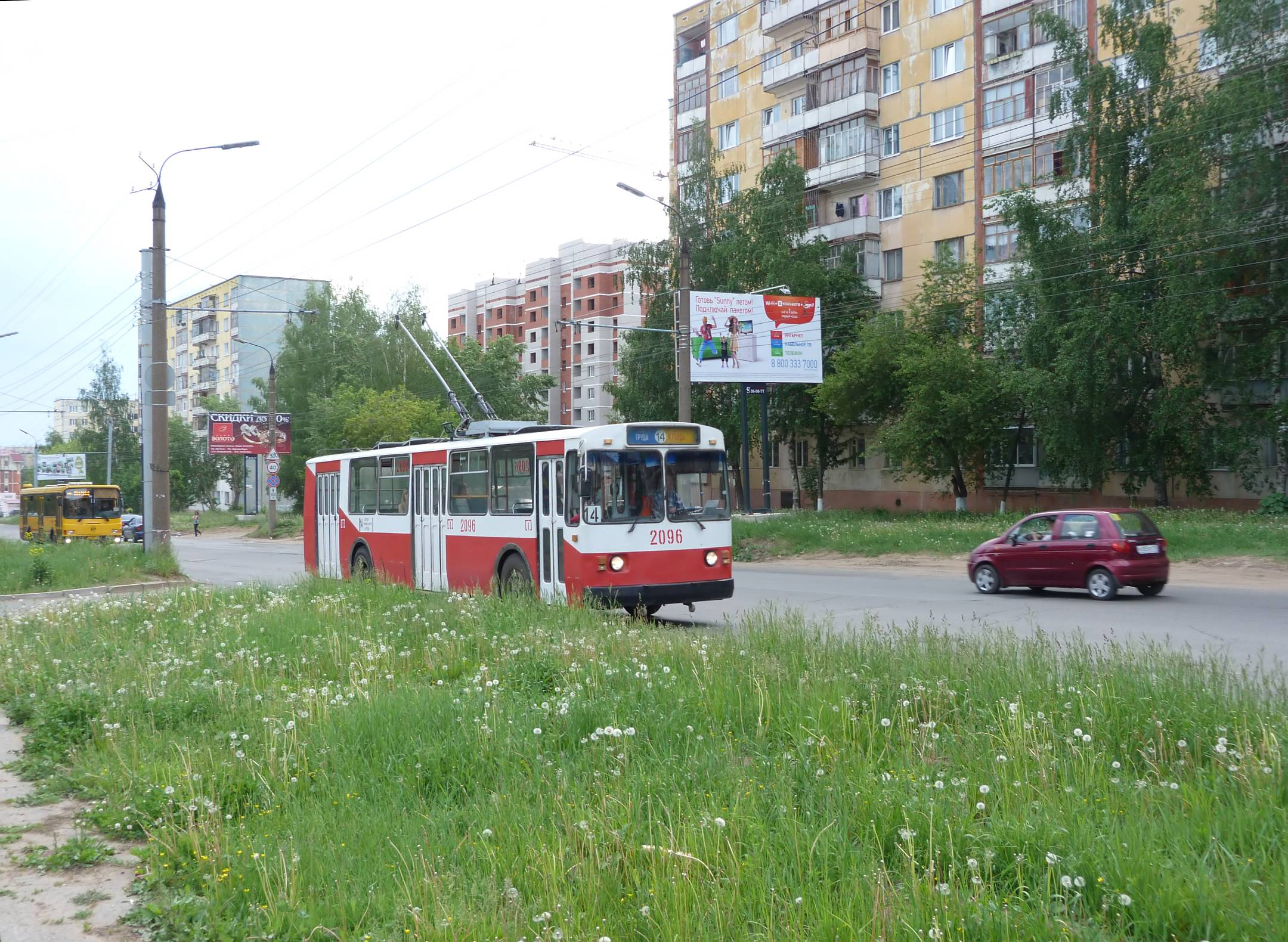
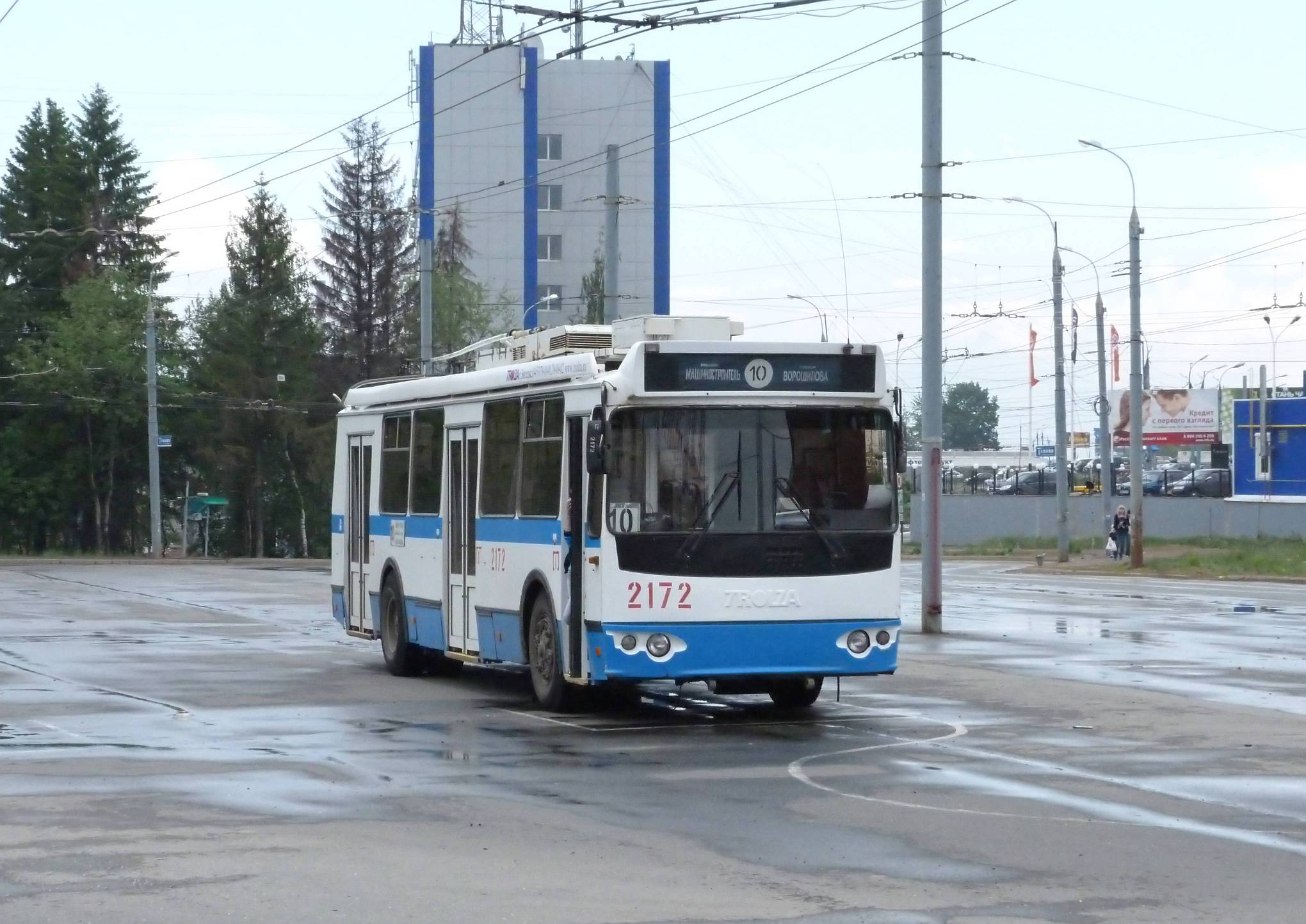
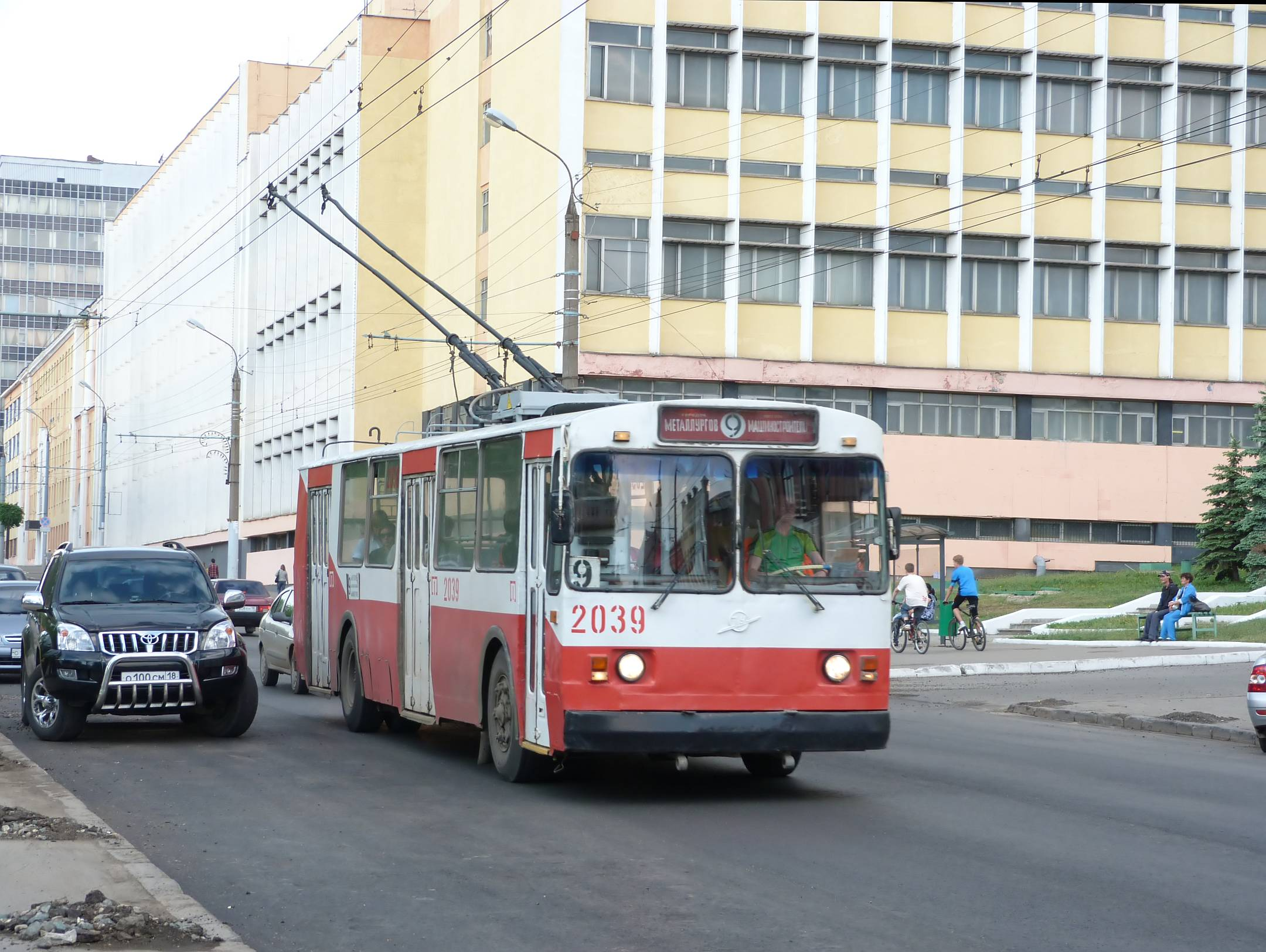
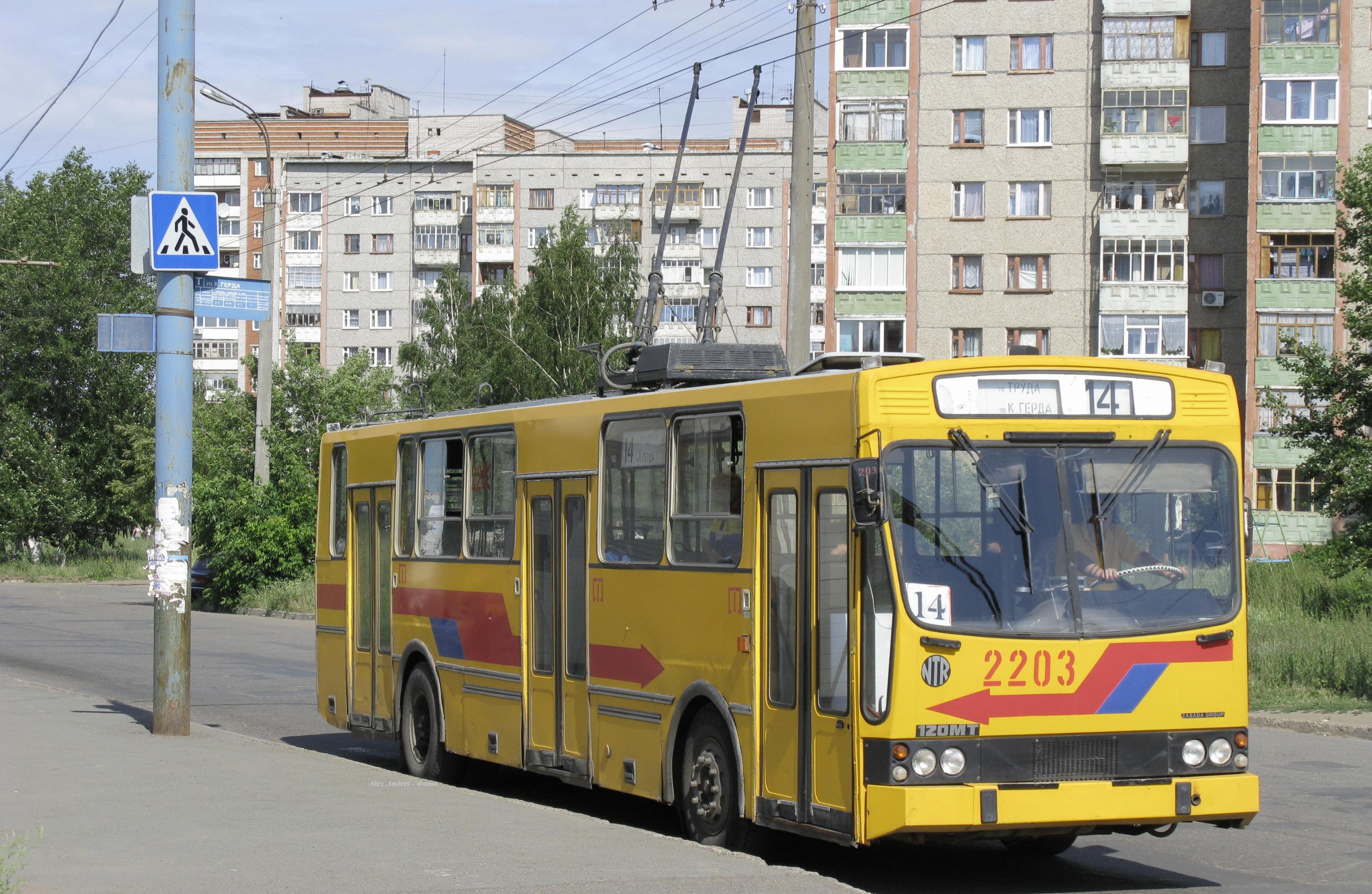
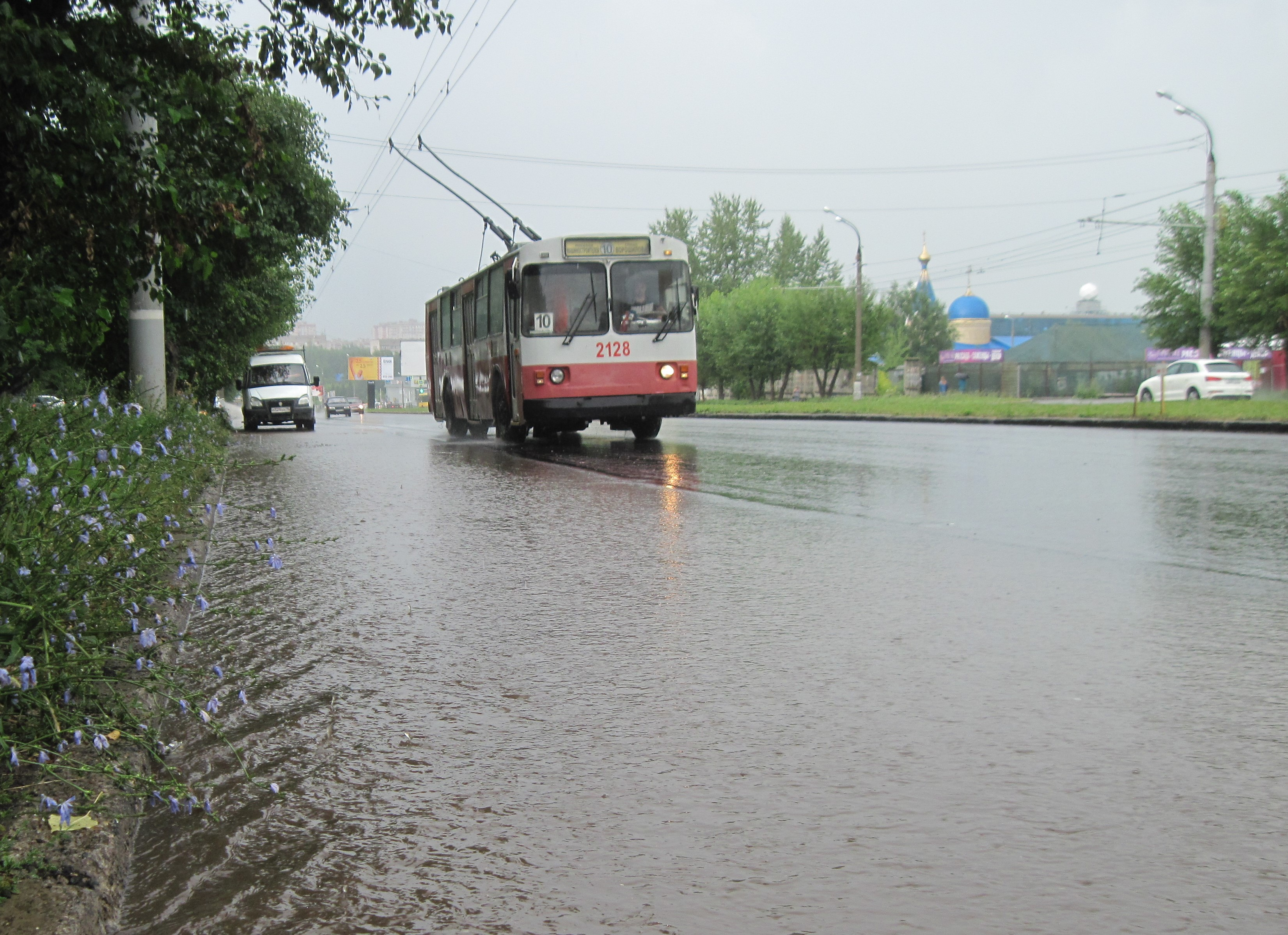
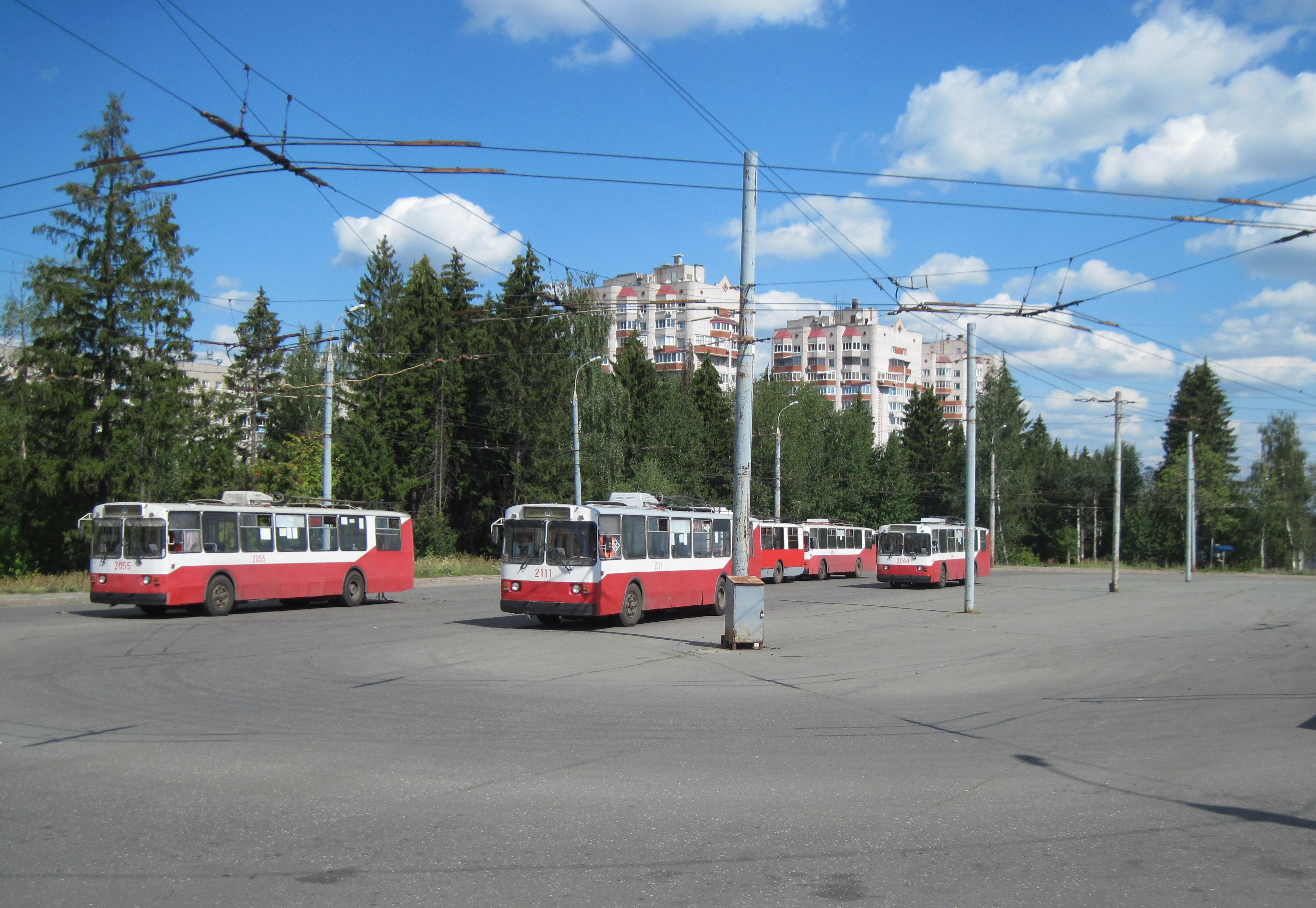
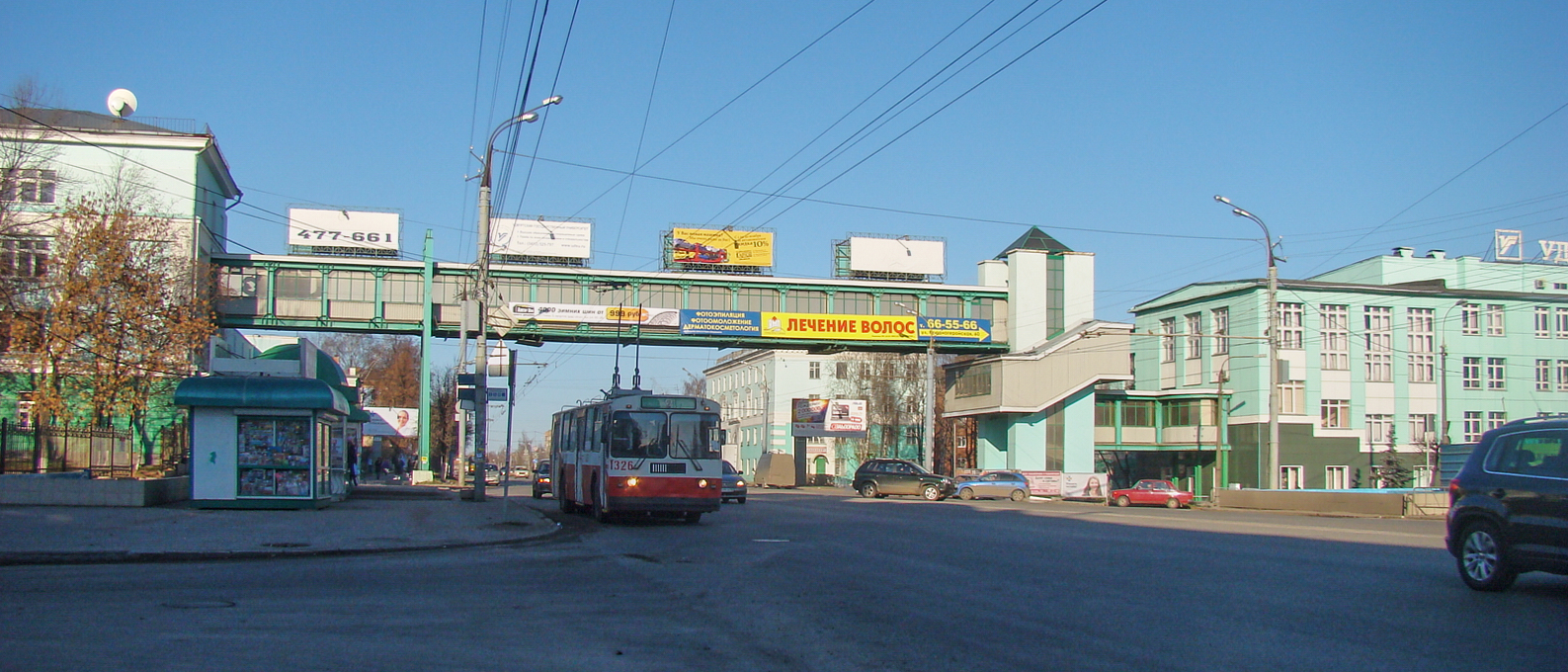
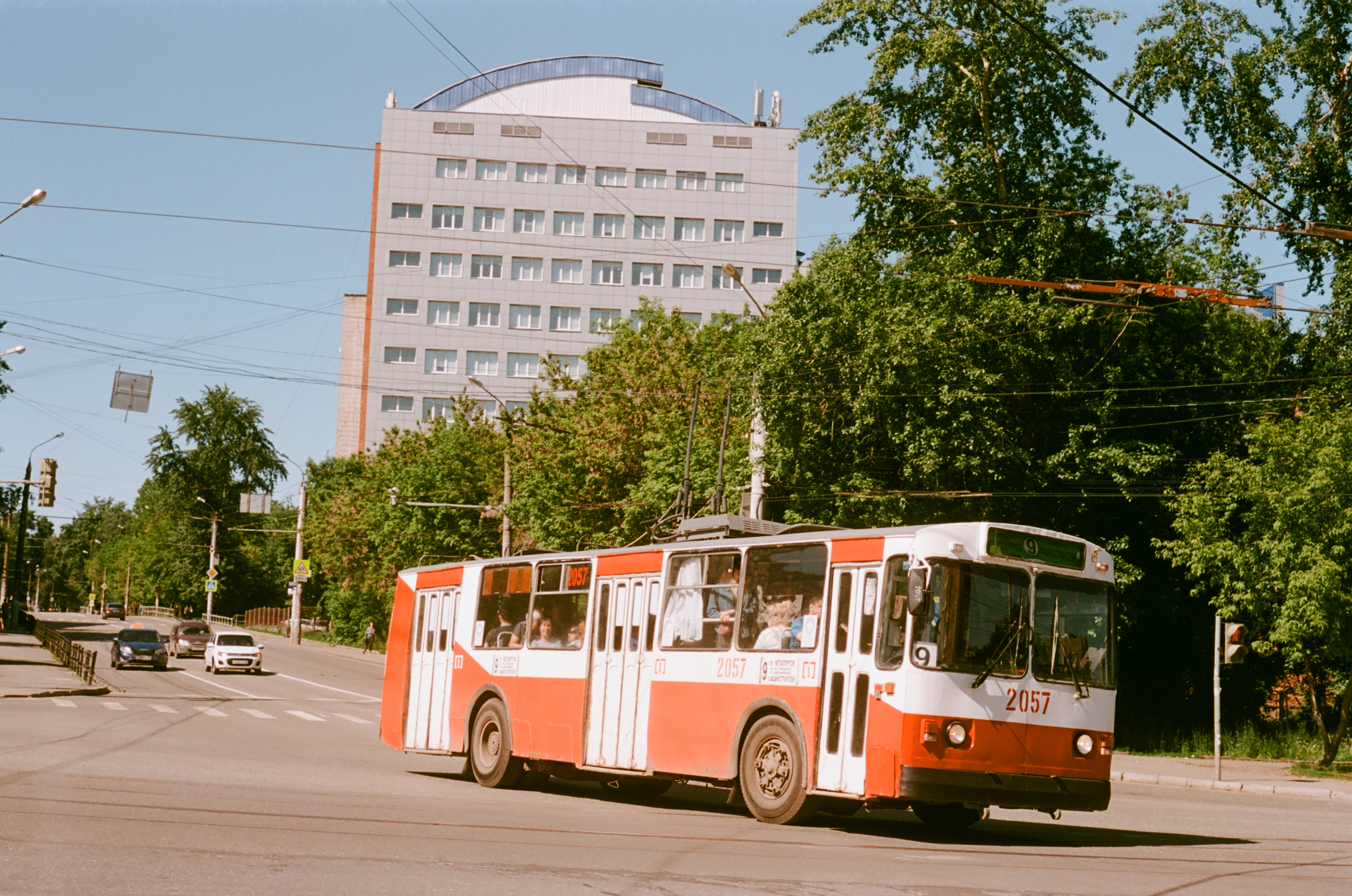
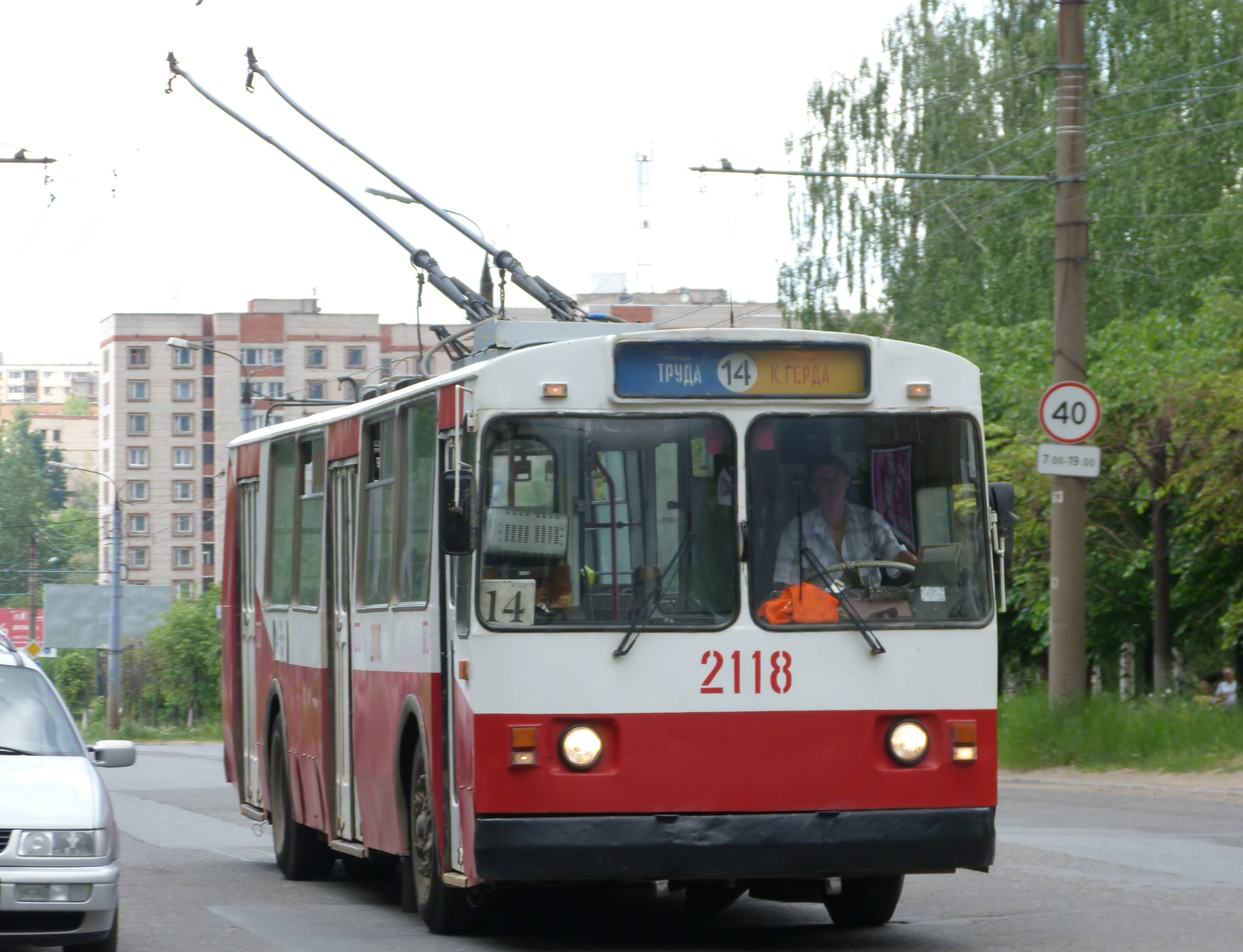
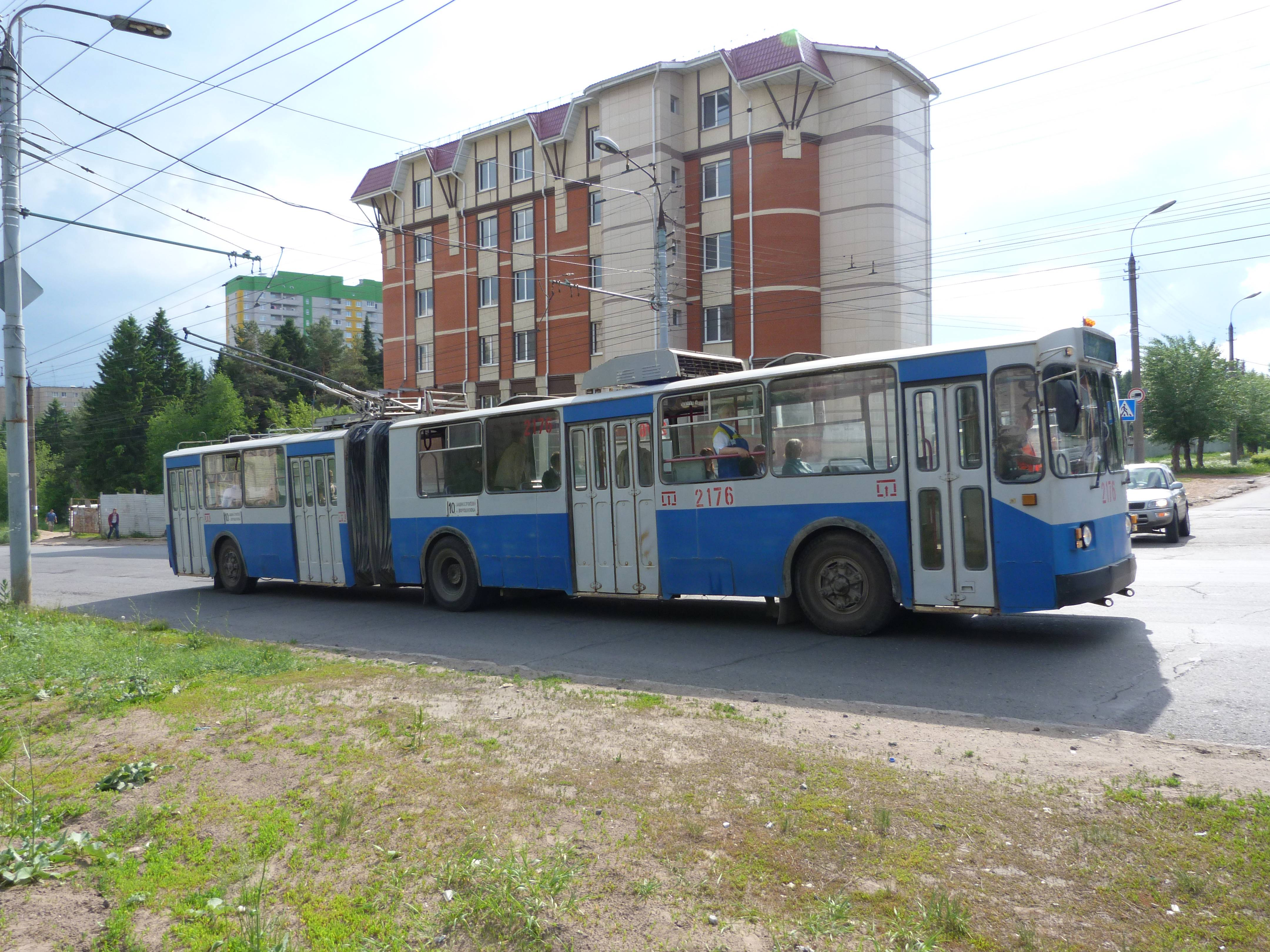
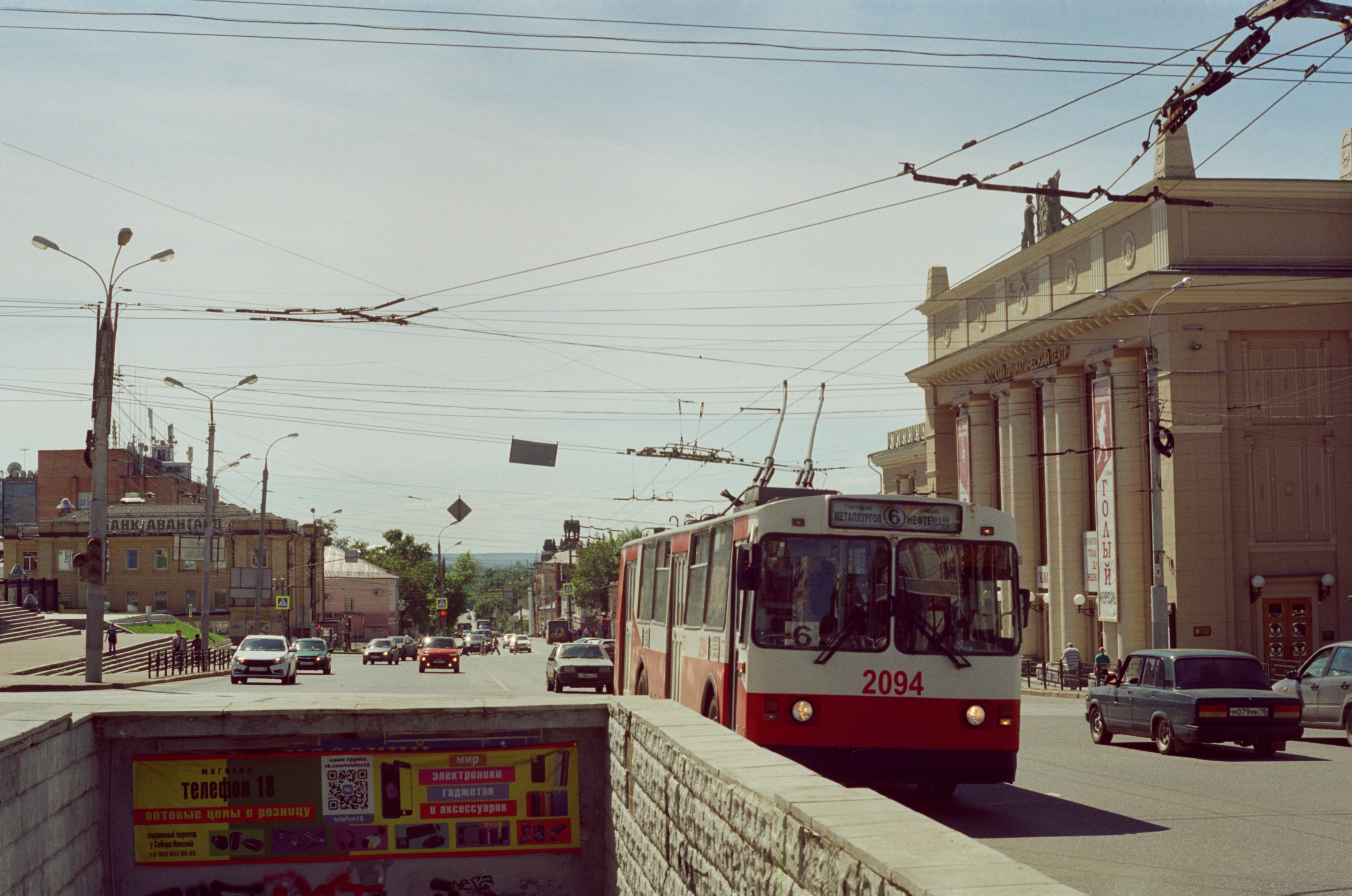
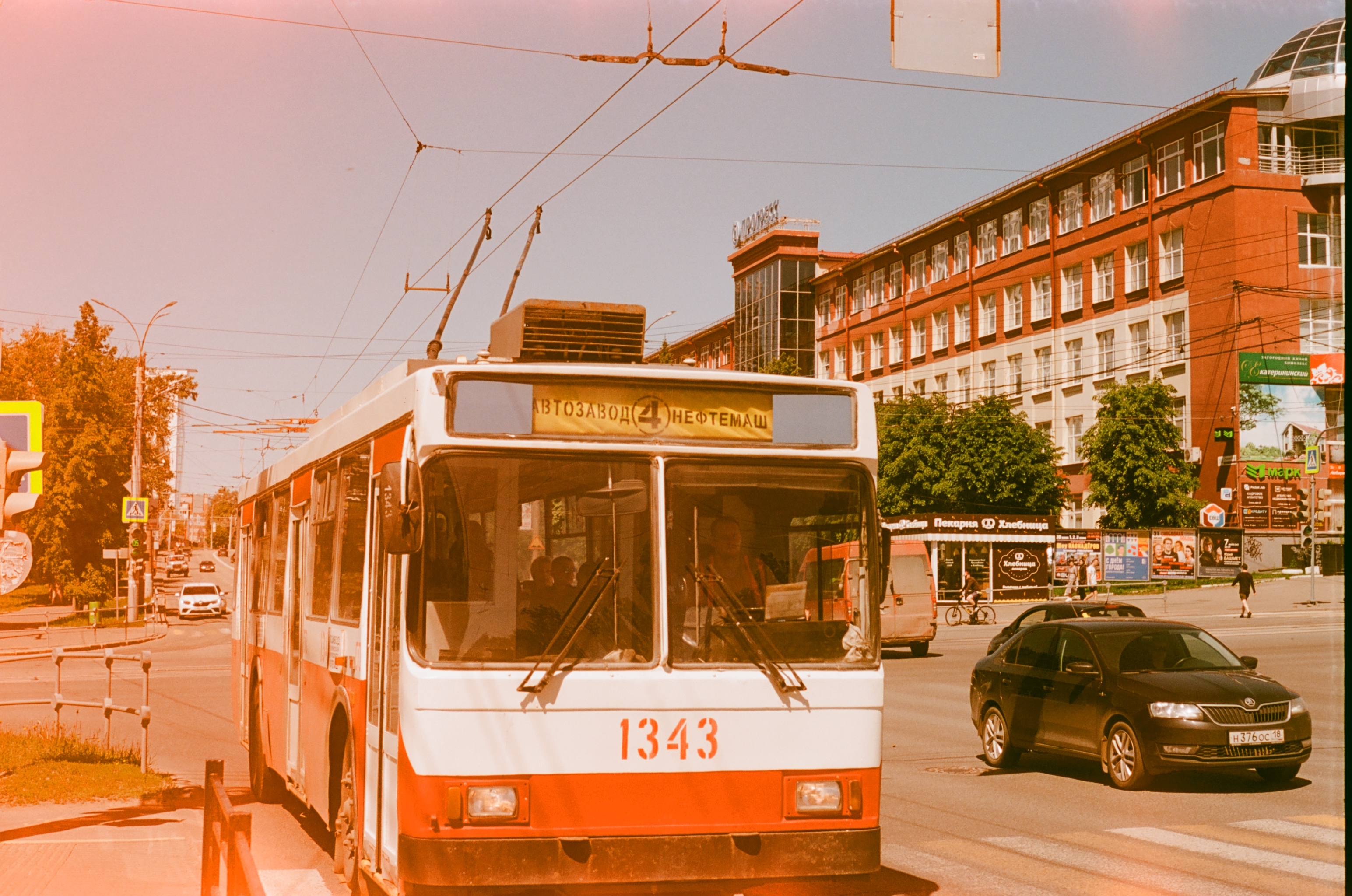
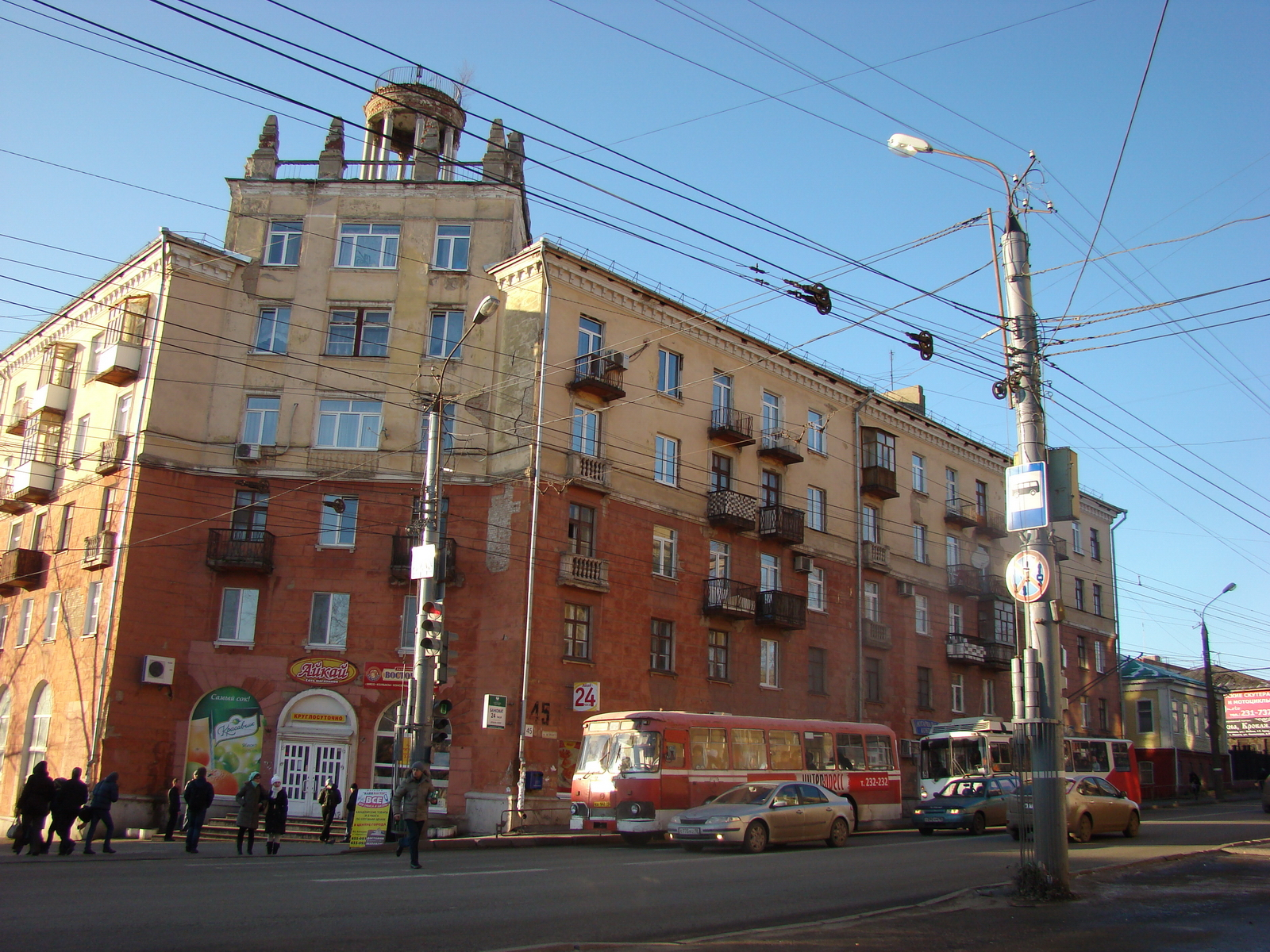

## Маршрути
| Перелік тролейбусних маршрутів в місті Іжевськ | Перелік тролейбусних маршрутів в місті Іжевськ | Перелік тролейбусних маршрутів в місті Іжевськ | Перелік тролейбусних маршрутів в місті Іжевськ | Перелік тролейбусних маршрутів в місті Іжевськ | Перелік тролейбусних маршрутів в місті Іжевськ |
| №                                              | Маршрут руху | Дата відкриття                                 | Дата закриття                                  | Тролейбусний парк                              | Примітки |
| ---------------------------------------------- | --- | ---------------------------------------------- | ---------------------------------------------- | ---------------------------------------------- | --- |
| 1                                              | Центр — вул. Пушкінська — вул. Воткінське шосе — Будинок Друку | 1968                                           |                                                | 1                                              | |
| 1К                                             | Центр — вул. Пушкінська — вул. Воткінське шосе — Адміністрація Індустріального району | 1968                                           |                                                | 1                                              | |
| 2                                              | Вулиця Молодіжна — вул. Воровського — вул. Удмуртська — вул. Воткінське шосе — Будинок Друку | 1969                                           |                                                | 1                                              | По будням у ранковий та вечірній час |
| 3                                              | 'Завод «Нафтомаш» — вул. Воровського — вул. Радянська — Центр | 1969                                           | 1971                                           |                                                | Працював наприкінці 1990-х років |
| 3                                              | 'Завод «Нафтомаш» — вул. Воровського — вул. Пушкінська — вул. Дзержинського — Вулиця Праці |                                                |                                                |                                                | Працював наприкінці 1990-х років |
| 4                                              | Автозавод — вул. Дзержинського — вул. Пушкинська — вул. Воровського — Нафтомаш | 1971                                           |                                                | 1                                              | Щоденно, крім «годин-пік» у будні |
| 4Д                                             | Вулиця Молодіжна — завод «Нафтомаш» — вул. Воровського — вул. Пушкінська — Автозавод | 05.05.2008                                     |                                                | 1                                              | Працює у «години-пік» у будні, замість скасованого маршруту № 15, один з найдовших маршрутів міста — 17,9 км                                       |
| 5                                              | Центр — вул. Радянська — вул. Удмуртська — вул. 10-річчя Жовтня — вул. 9 Січня — вул. Ворошилова — вул. Петрова — Вулиця Праці                                                                                              | 1973                                           | 10.03.2011                                     | 1                                              | Спрямований по новій лінії з 25 серпня 2010. Працював у «години-пік», по буднях. Припинений рух через низький пасажиропотік з 10.03.2011           |
| 6                                              | Містечко Металургів — вул. Максима Горького — вул. Карла Лібкнехта — Завод «Нафтомаш» | 1975                                           |                                                | 2                                              | Щоденно, крім «годин-пік» по буднях |
| 6Д                                             | Містечко Металургів — вул. Максима Горького — вул. Карла Лібкнехта — вул. Молодіжна — Вулиця Праці | 17.08.2009                                     |                                                | 2                                              | Працює в «години-пік», по буднях |
| 7                                              | Центр — вул. Пушкінська — вул. Дзержинського — вул. Петрова — вул. Праці — Східний ринок | 1976                                           |                                                | 1                                              | Працює до 20:00 |
| 7К                                             | Центр — вул. Пушкінська — вул. Дзержинського — вул. Петрова — Вулиця Праці |                                                |                                                | 1                                              | Працює з 20:00 |
| 8                                              | Центр — вул. Радянська — вул. Молодіжна — Будинок моделей | 1979                                           | 1997                                           | 1, 2                                           | Закритий у зв'язку з відкриттям маршрута № 12 |
| 9                                              | Селище Машинобудівників — вул. Новоажимова — вул. Максима Горького — вул. Клубна — Містечко Металургів | 1986                                           |                                                | 2                                              | |
| 10                                             | Вулиця Ворошилова — вул. Петрова — вул. Праці — вул. Молодіжна — вул. Спортивна — вул. Ільфата Закірова — вул. Ракетна — завод «Нафтомаш» — вул. Карла Либкнехта — вул. Новоажимова — вул. Клубна — Селище Машинобудівників | 1987                                           |                                                | 2                                              | Один з найдовших маршрутів міста — 17,7 км (спочатку працював до Молодіжної, потім був подовжений до вул. Праці, з 2007 року — до вул. Ворошилова) |
| 11                                             | Тролейбусний парк № 1 — вул. Дзержинського — вул. Петрова — вул. Праці — вул. Молодіжна — Східний ринок | 1996                                           | 2009                                           | 1                                              | Маршрут вихідного дня. Закритий у зв'язку з подовженням маршрута № 7                                                                               |
| 12                                             | МУП «ІжМіськЕлектроТранс» — вул. Карла Лібкнехта — завод «Нафтомаш» — вул. Ракетна — вул. Ільфата Закірова — вул. Спортивна — вул. Молодіжна — вул. Праці — вул. Петрова — Будинок моделей                                  | 1996                                           | 2007                                           |                                                | Закритий у зв'язку з подовженням маршрута № 10 |
| 14                                             | Вулиця Праці — вул. Ворошилова — вул. Дзержинського — вул. Удмуртська — вул. Воровського — вул. Карла Лібнехта — вул. Новоажимова — вул. Клубна — Вулиця Кузебая Герда                                                      | 12.2000                                        |                                                | 1, 2                                           | Найдовший маршрут Іжевська — 18,5 км. Відкритий у грудні 2000 року, до 1 листопада 2009 року був скороченим варіантом маршрута № 10                |
| 15                                             | Вулиця Молодіжна — завод «Нафтомаш» — вул. Воровського — вул. Пушкінська — Адміністрація Індустріального району | 2006                                           | 05.2008                                        |                                                | |

## Рухомий склад
Раніше експлуатувались тролейбуси: